# Cratere Ivan
Ivan è un cratere lunare di 3,84 km situato nella parte nord-occidentale della faccia visibile della Luna.